# Ramon Farré i Gassó
Ramon Farré i Gassó   (Lleida, 1907 - Moscou, 4 d'agost de 1978) va ser un polític i guerriller català.

## Biografia
Va néixer a Lleida el 1907. Tallista de professió, en la seva joventut va ser activista sindical; es va afiliar al Partit Socialista Unificat de Catalunya (PSUC) el 1936. Després de l'esclat de la Guerra civil va passar a formar part del comissariat polític de l'Exèrcit Popular de la República, exercint com a comissari del XXII Cos d'Exèrcit. En aquesta qualitat durant la batalla de Terol va ser l'encarregat de negociar amb el coronel Domingo Rey d'Harcourt la rendició de la guarnició franquista.
Al final de la contesa, amb la derrota republicana, va haver de marxar a l'exili. Es va instal·lar a la Unió Soviètica. Allí va cursar estudis a una escola política Planérnaia, i treballà posteriorment com tallista. Va contreure matrimoni amb la professora Amelia Gómez García. Va morir a Moscou el 4 d'agost de 1978.